# Spilogona pulchra
Spilogona pulchra är en tvåvingeart som först beskrevs av Huckett 1932.  Spilogona pulchra ingår i släktet Spilogona och familjen husflugor.
Artens utbredningsområde är Alaska. Inga underarter finns listade i Catalogue of Life.